# آلیوم آسارنس
آلیوم آسارنس (نام علمی: Allium asarense) گونه‌ای پیاز وحشی از خانواده نرگسیان (نام علمی: Amaryllidaceae) است که بومی منطقه شمال مرکزی ایران است. از میان حدود ۱۰۰۰ گونه آلیوم، این گونه و آلیوم واویلووی (نام علمی: Allium vavilovii) نزدیک‌ترین خویشاوندان شناخته شده پیاز معمولی (نام علمی: Allium cepa) هستند.

## پراکندگی و زیستگاه
آلیوم آسارنس بومی ایران است و تنها در منطقه شمال مرکزی این کشور یافت می‌شود. این گونه در شیب‌های سنگ‌آهکی و صخره‌ای رشد می‌کند و در زیستگاه‌هایی مانند صخره‌ها و قله‌های کوهستانی در ارتفاعات حدود ۲۰۰۰ متر (۶۶۰۰ فوت) از سطح دریا زندگی می‌کند.